# جیمز کلوتن
جیمز کلوتن (انگلیسی: James Clutton؛ 1869 – ۱۹۴۳ (۷۳−۷۴ سال)) بازیکن فوتبال بود.
از باشگاه‌هایی که در آن بازی کرده‌است می‌توان به باشگاه فوتبال پورت ویل اشاره کرد.